# カピロテ

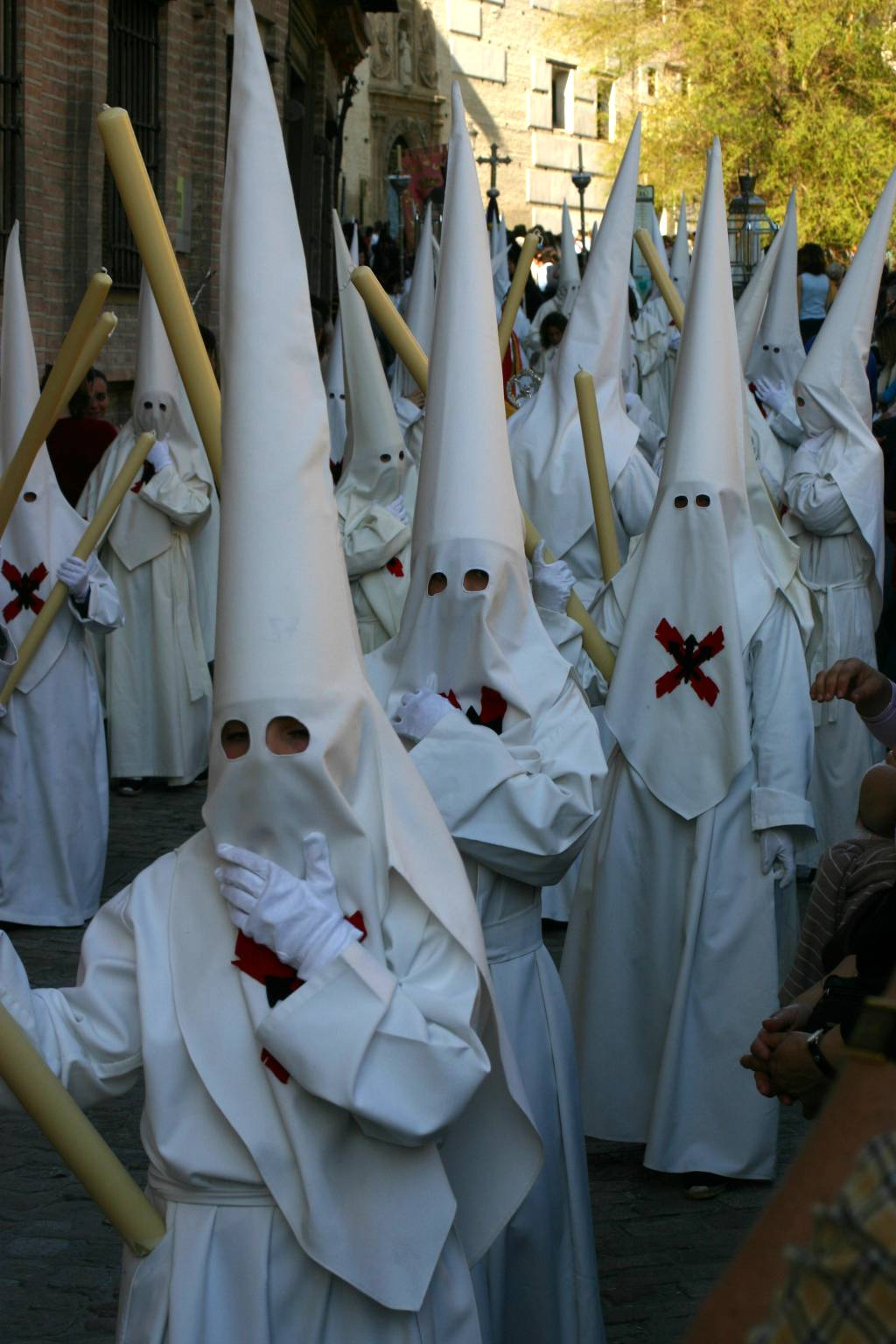

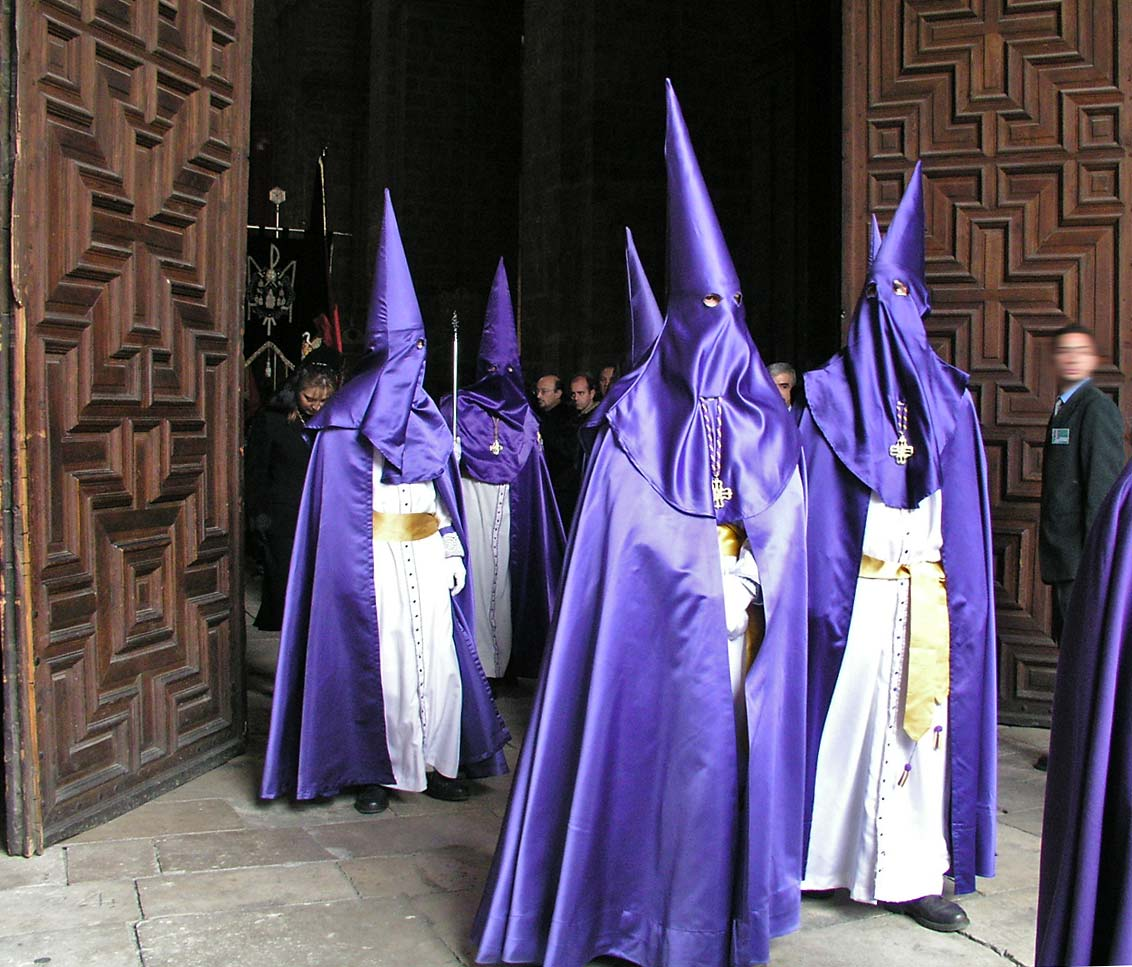

カピロテ（Capirote）は、スペインのカトリック教徒が用いる円錐形に尖った帽子、頭巾。これをかぶった人々が復活祭の聖週間にスペイン各地で行進する。
中世の欧州では道化のトレードマークが円錐形の尖がり帽子であり、それが愚鈍や不徳のイメージにつながった。ここから、犯罪者を市中で引きまわして見せしめにする時には、尖がり帽子をかぶせて罵倒する習わしであった。
その後、尖がり帽子をかぶり、なおかつ顔がわからないように覆面して行進し、受難者に倣って自らの罪を悔い改めるための活動が始まった。
各地にあるナサレノ（Nazarenos、ナザレ人）というカトリック信徒団体により組織され、カピロテをかぶった人々をペニテンテ（Penitentes、懺悔する人、苦行者）と呼ぶ。
アメリカ合衆国の白人至上主義団体クー・クラックス・クラン（KKK）が同様の扮装をすることでよく知られているが注意が必要である。KKKは反カトリックを主張していることでも知られる。
また、南米のアンデス山脈の高山などに見られる白く尖った氷柱は、その姿になぞらえてペニテンテと称される。